# 格林维尔 (西弗吉尼亚州)

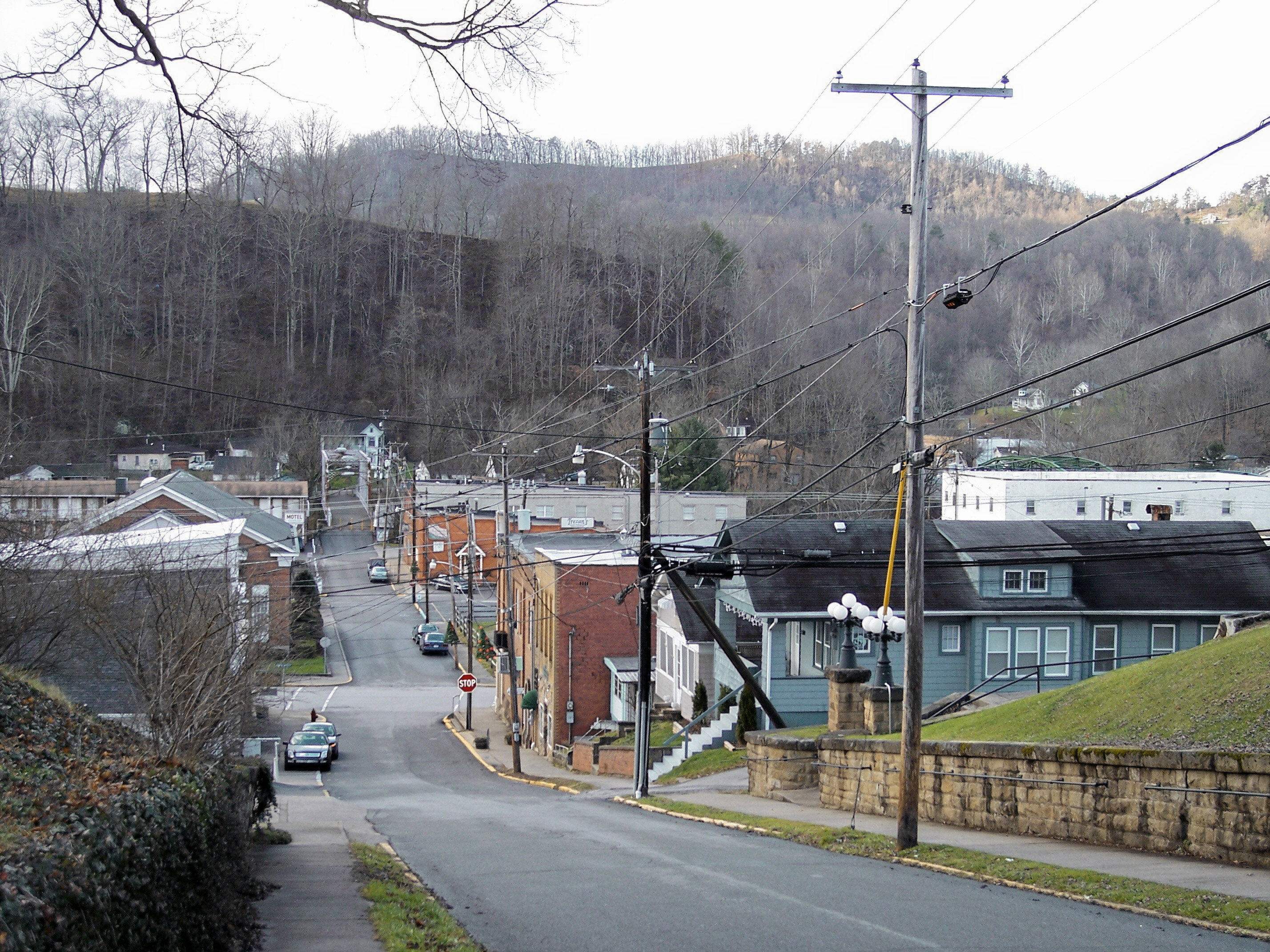
格林维尔街景，摄于2006年

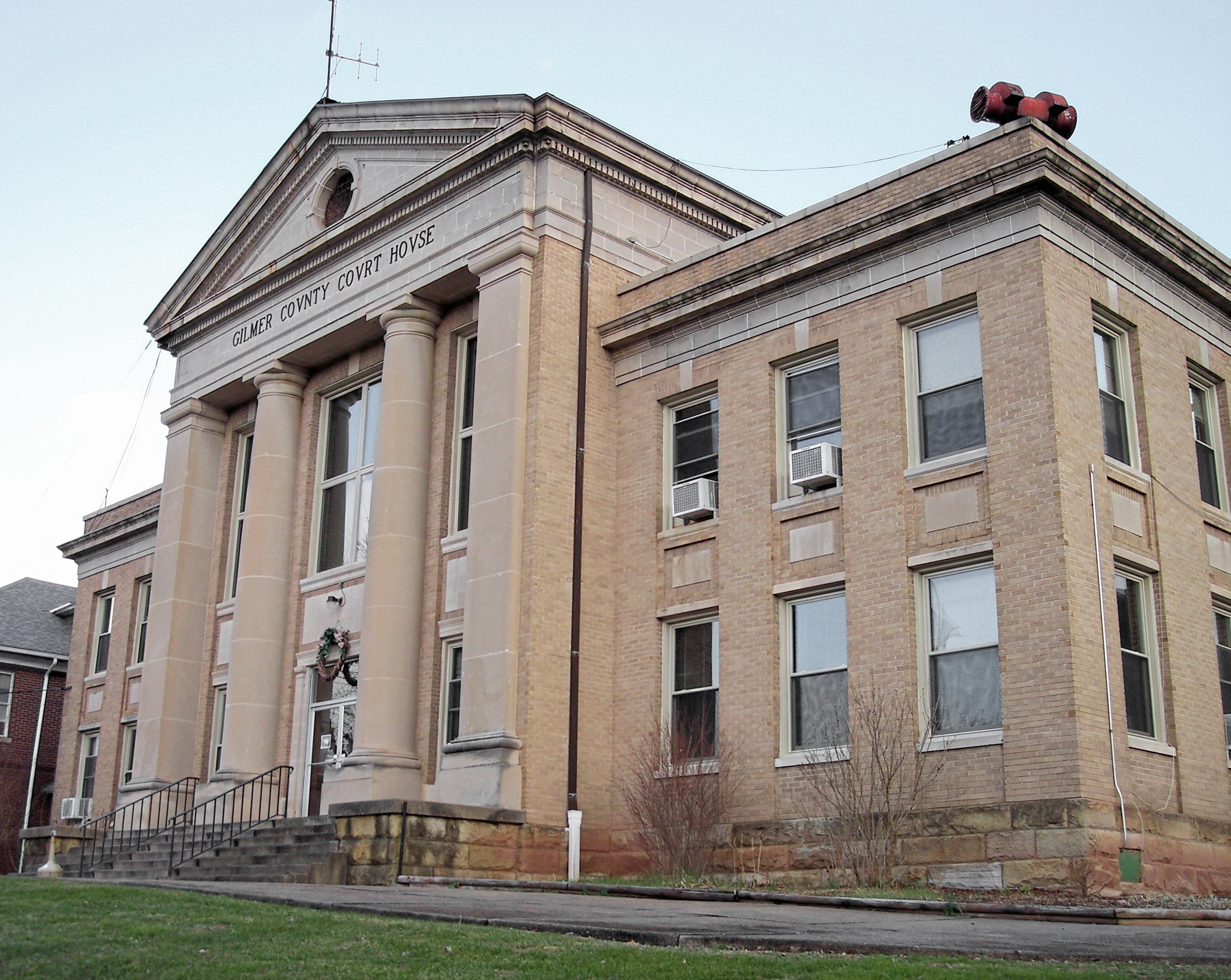
位于格林维尔的吉尔默县法院

格林维尔（Glenville）是美国西弗吉尼亚州吉尔默县的一个镇，并且是该县的县治，小卡诺瓦河穿过其中。
在美国2000年人口普查时，全镇共有1544人。格林维尔州立学院位于该镇。

## 地理
格林维尔位于38°56′7″N 80°50′14″W / 38.93528°N 80.83722°W (38.935405, -80.837114)。
根据美国人口调查局的数据，全镇总面积2.8 km² (1.1 mi²)，全部都是陆地。

## 人口统计
截至2000年的人口普查，全镇共有1544居民，527户和235个家庭。人口密度是 552.0每平方公里(1428.7/mi²)。 该镇654个住房单位平均密度为233.8个每平方公里(605.2/mi²)。全镇人口92.75%是白种人，3.17%是非洲裔美国人，0.13%是美国土著，2.40是亚裔，0.26%来自其他种族，还有1.30%是混血。西班牙裔和拉丁美洲裔分别占总人口的0.58%。
全镇527户的17.6%有18岁以下的孩子和他们居住，.31.1%户是已经结婚的，9.1%户已婚丧夫的家庭，还有55.4%户是非家庭。527户的36.8%由个人组成，12.9%户居住着65岁及以上的独居老人。平均每户有2.10人，每个家庭2.82人。
全镇18岁以下的少年儿童及青少年占总人口的11.9%，43.1%的人口居于18岁到24岁之间，16.1%的人口居于25岁到44岁之间，14.5%的人口居于45岁到64岁之间，还有14.4%的人口是65岁以上的老年人。人口年龄的中位数是32岁，平均每100个女性对应101.0男性。18岁以上的每100个女性对应105.1个男性。

## 文化
格林维尔从1950年开始每年6月会举办西弗吉尼亚州民俗节。